# Iglesia de Nuestra Señora de la Asunción (Puertollano)
La iglesia de Nuestra Señora de la Asunción es un inmueble de la localidad española de Puertollano, en la provincia de Ciudad Real. Cuenta con el estatus de bien de interés cultural.

## Descripción
El edificio se encuentra bajo la advocación de la Asunción de Nuestra Señora y fue construido a comienzos del siglo XVI sobre el terreno que ocupaba la antigua iglesia de la localidad, ya en ruinas. De una sola nave, cuenta con unas notables dimensiones. La iglesia, incendiada por los carlistas durante la primera guerra carlista, aparece mencionada en el decimotercer volumen del Diccionario geográfico-estadístico-histórico de España y sus posesiones de Ultramar de Pascual Madoz, en la entrada correspondiente a Puertollano, de la siguiente manera:

igle. parr. (La Asuncion de Ntra. Sra.) con curato de segundo ascenso y provision de S. M. á propuesta del Tribuna Especial de las Ordenes Militares, como perteneciente a la de Calatrava, de la que son anejos Brazatortas, Hinojosas y el Villar. El edificio fue incendiado en 1838 por las tropas carlistas al mando de D. Basilio, y en su virtud se destinó para este objeto la igl. del suprimido conv. de San Francisco, el cual fue fundado por la órden en 1632.
(Madoz, 1849, p. 286)

El inmueble fue declarado bien de interés cultural, con la categoría de monumento, el 27 de julio de 1993, mediante un decreto publicado el 25 de agosto de ese mismo año en el Diario Oficial de Castilla-La Mancha.